# Hemilamprops canadensis
Hemilamprops canadensis is een zeekommasoort uit de familie van de Lampropidae. De wetenschappelijke naam van de soort is voor het eerst geldig gepubliceerd in 1988 door Vassilenko.